# 依歡
依歡（1969年10月19日—）是台灣的漫畫家。出生於基隆市暖暖區。

## 簡歷
1994年以〈綠扣〉獲得大然文化第一屆公主漫畫新人獎後入行。以描述人間愛恨情仇見長，作品多為古裝漫畫。漫畫授權美國、匈牙利、俄羅斯、越南、泰國等。

## 一般向作品一覽
- 宣和戀，全5集公主雙周刊
- 碧海精靈，全9集公主雙周刊
- 惑星戀人，全1集公主雙周刊
- 聖月之印，全3集公主雙周刊
- 真假公主（宣和戀續傳），全5集
- 仙曲，全9集
- 番外篇〈仙界迷子〉
- 星月幻境，全5集瑪格麗特
- 小巫女的童話日記，全2集
- VS.關係
- 甜心零距離，全3集(瑪格麗特)
- 仙曲外傳，星少女連載，全2集
- 綺墨韶華-依歡彩繪精選輯。畫冊
- 緋色王城，全8集星少女
- 馥桂吉祥，全8集星少女
- 賢者如星，全6集星少女
- 琉璃與騎士，全3集星少女
- 2024年新作亡國必有妖孽，東立電子書城雙周刊連載中。單行本第1集2024年6月出版

## ＢＬ向作品一覽
- 鳶夜艷，全1集，2016年2月3日出版(馥桂吉祥相關作品)
- 冬夜獵豔，合集--君戒番外篇
- 君戒，全3集，東立電子書城TOUCH+電子雜誌
- 祈蘭香，全1集(馥桂吉祥相關作品)

## 得獎紀錄
- 1994年 - 第一屆公主新人獎 （〈綠扣〉）。
- 第二屆漫畫金像獎超人氣少女漫畫獎（《真假公主》）。
- 2003年 - 行政院新聞局92年度劇情漫畫獎（《仙曲》）。
- 2004年 - 國立編譯館93年度優良漫畫甲類佳作（《仙曲》）。
- 入圍金鼎獎兒童及少年圖書類最佳著作人獎（《小巫女的童話日記》）。
- 2010(《甜心零距離》)，2012(《緋色王城》)，2015(《馥桂吉祥》)，2016(《馥桂吉祥》)，2018(《馥桂吉祥》)金漫獎入圍。

## 外部連結
依歡的漫畫遊園地(官方網站)　 （页面存档备份，存于）
- 依歡的FB粉絲頁(依歡聊聊天) （页面存档备份，存于）
- 依歡的twitter
- 依歡的IG
- 依歡的新浪微博 （页面存档备份，存于）
- 依歡的部落格 （页面存档备份，存于）